# Beerenfruchtverband
Ein Beerenfruchtverband ist ein Fruchttyp, bei dem mehrere oder viele Beeren, die aus den Einzelblüten eines Blütenstandes hervorgehen, miteinander zu einer Scheinfrucht verwachsen sind.

## Beispiel

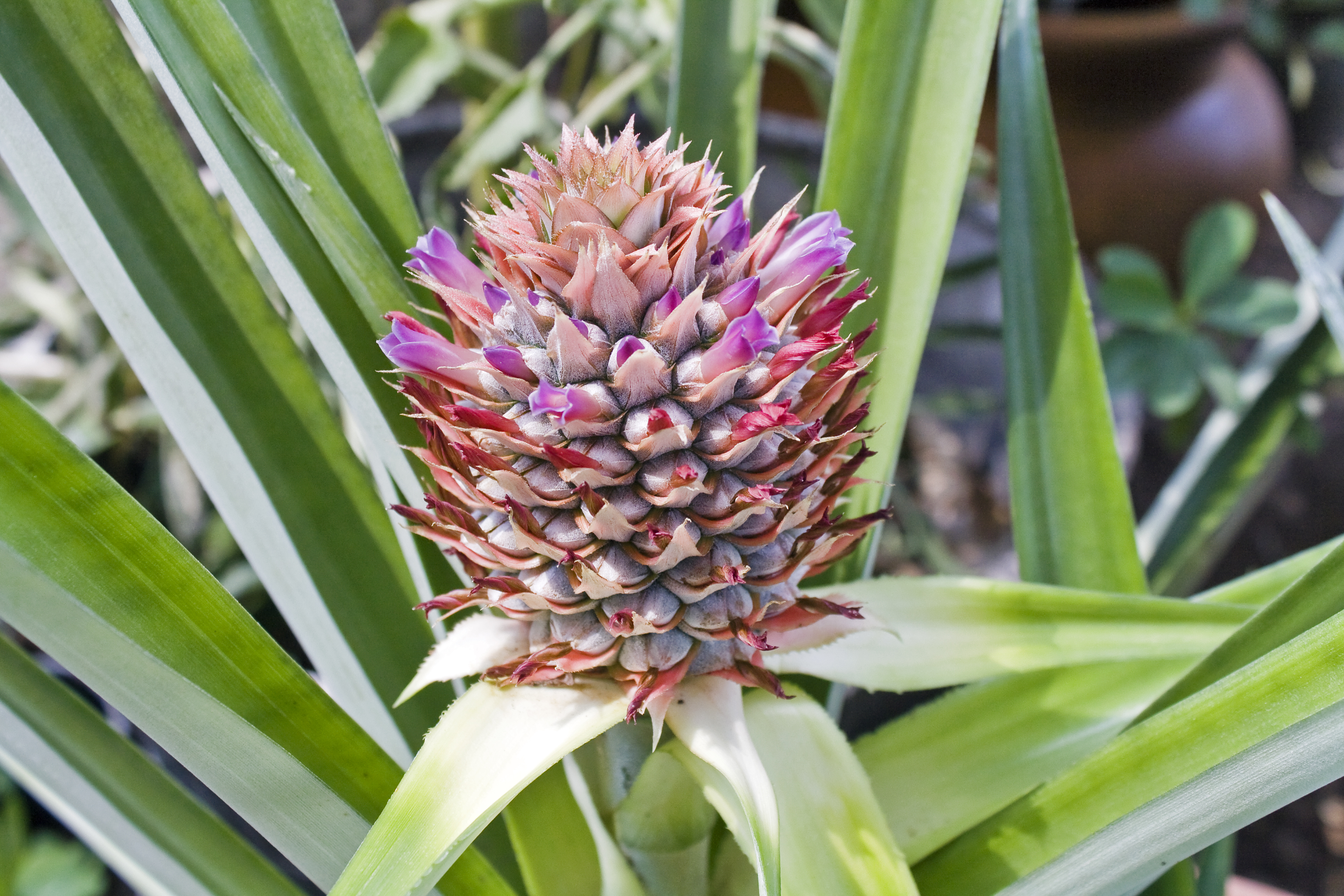
Der Blütenstand einer Ananas wird später zu einem Teil der Frucht

Eine bekannte Scheinfrucht vom Typ des Beerenfruchtverbandes ist die Ananas. Bei ihrer Frucht handelt es sich morphologisch um einen vierteiligen Fruchtverband, an dessen Bildung zusätzlich der  ehemalige Blütenstand beteiligt ist.